# .sv
.sv is het achtervoegsel van domeinen van websites uit El Salvador.